# Gienrich Luszkow
Gienrich Samojłowicz Luszkow (ros. Генрих Самойлович Люшков, ur. 1900 w Odessie, zm. 20 sierpnia 1945 w Dalianie) – funkcjonariusz Czeka, OGPU i NKWD, komisarz bezpieczeństwa państwowego III rangi.

## Życiorys
Syn żydowskiego krawca, jego brat będący żołnierzem Armii Czerwonej zginął w 1919 w walce z armią Machno. Ukończył szkołę podstawową i wieczorowe kursy dokształcające. Od lipca 1917 w SDPRR(b), następnie w Czerwonej Gwardii, od 1918 w organach Czeki. 
W latach 1918–1919 był członkiem podziemnego komitetu rewolucyjnego, został aresztowany przez Białych, zbiegł. Służył w Armii Czerwonej, gdzie po odbyciu kursów politycznych był szefem wydziału politycznego oddziału, potem politrukiem Samodzielnej Brygady Uderzeniowej 14 Armii. W 1920 był zastępcą przewodniczącego Czeki w Tyraspolu, później zajmował różne stanowiska w odeskiej Czece i OGPU w Kamieńcu Podolskim. Od 1924 kierownik okręgowego oddziału OGPU w Proskurowie (obecnie Chmielnicki), następnie funkcjonariusz OGPU w Charkowie. W 1931 szef Tajnego Wydziału Politycznego OGPU Ukraińskiej SRR, następnie w centrali OGPU. Brał udział w śledztwach i aresztowaniach w sfabrykowanej sprawie „Rosyjskiej Partii Narodowej”, w grudniu 1934 uczestniczył w dochodzeniu w sprawie zabójstwa Siergieja Kirowa. 1935-1936 uczestniczył w śledztwie w sprawie „spisku kremlowskiego” i „spisku trockistowsko-zinowiewskiego”. 29 listopada 1935 mianowany komisarzem bezpieczeństwa państwowego III rangi. W latach 1936–1937 pełnił funkcję ludowego komisarza spraw wewnętrznych Kraju Azowsko-Czarnomorskiego, wchodząc też w skład Krajowej „Trójki” NKWD. W czerwcu 1937 został odznaczony Orderem Lenina; otrzymał również Order Czerwonego Sztandaru. W grudniu 1937 został wybrany deputowanym do Rady Najwyższej ZSRR z Kraju Dalekowschodniego. Od 1937 do 26 maja 1938 zajmował stanowisko ludowego komisarza spraw wewnętrznych Kraju Dalekowschodniego; na tym stanowisku był głównym organizatorem deportacji ponad 172 tysięcy Koreańczyków z Dalekiego Wschodu (głównie do Kazachstanu i Uzbekistanu). 
13 lipca 1938 zbiegł do Mandżurii. W wywiadzie dla japońskiej gazety Yomiuri Shimbun stwierdził, że do niedawna popełniał wielkie zbrodnie przeciwko ludzkości i że jest zdrajcą, jednak zdradził tylko Stalina; ujawnił również rozmiary stalinowskiego terroru i metody działań NKWD. Współpracował z japońskim wywiadem; przekazał mu znane sobie szczegóły na temat sił Armii Czerwonej na radzieckim Dalekim Wschodzie. W 1939 został zaocznie skazany w ZSRR na śmierć. 19 sierpnia 1945, po kapitulacji Armii Kwantuńskiej, zaginął.
W 1979 Yutaka Takeoka, oficer japońskiego wywiadu, przyznał się do zabicia Luszkowa. Według jego relacji zastrzelił go wieczorem 20 sierpnia 1945 w hotelu w Dalianie, po tym jak Luszkow odmówił popełnienia samobójstwa. Polecenie likwidacji Luszkowa wydać miał generał Genzo Yanagita, który obawiał się, że Luszkow, w razie schwytania przez Armię Czerwoną stanie się dla niej źródłem cennych informacji wojskowych.
Ciało Luszkowa zostało skremowane, a prochy złożone w świątyni poświęconej nieznanym zmarłym.